# Yoshio Ishida
Ishida Yoshio (石田芳夫?) (15 de agosto de 1948) es un jugador de go profesional.

## Biografía
Ishida empezó a aprender a jugar al go cuando tenía 8 años. Fue estudiante de la legendaria escuela Kitani Minoru. Fue famoso junto a sus compañeros Cho Chikun, Kobayashi Koichi, Kato Masao, y Takemiya Masaki. Al igual que sus compañeros se unió al dojo cuando era joven. Se hizo profesional en 1963 cuando tenía 15 años. Su nivel subió rápidamente gracias al Oteai. Pudo subir niveles más rápido de lo que las reglas permitían después de ganar las primeras 14 partidas del Oteai cuando iba a ser promocionado de 6 a 7 dan. Alcanzó el 9 dan en 11 años, más rápido que la mayoría de los jugadores. Ishida se ganó el apodo de "El ordenador" gracias a su fin de juego y a su habilidad para contar mucho más precisa que la de otros profesionales.

## Campeonatos y subcampeonatos
| Título                 | Años ganado      |
| ---------------------- | ---------------- |
| Actuales               | 12               |
| Honinbo                | 1971 - 1975      |
| Tengen                 | 1984             |
| Oza                    | 1974, 1978       |
| Copa NEC               | 1987             |
| Copa NHK               | 1987, 1990, 2001 |
| Extintos               | 8                |
| Meijin antiguo         | 1974             |
| Campeonato Nihon-Ki-In | 1970, 1971       |
| Campeonato Hayago      | 1979, 1982, 1983 |
| Shin-Ei                | 1969             |
| Copa IBM               | 1988             |

| Título                 | Años perdido     |
| ---------------------- | ---------------- |
| Actuales               | 12               |
| Kisei                  | 1979             |
| Meijin                 | 1976             |
| Honinbo                | 1976, 1978       |
| Tengen                 | 1985             |
| Oza                    | 1975, 1979, 1980 |
| Copa NEC               | 1988             |
| Ryusei                 | 1991             |
| Copa NHK               | 1971, 1985       |
| Extintos               | 5                |
| Meijin antiguo         | 1973, 1975       |
| Campeonato Nihon-Ki-In | 1972             |
| Campeonato Hayago      | 1987, 2002       |